# El racista
El racista es una historieta serializada entre 1991 y 1992 del dibujante de cómics español Francisco Ibáñez perteneciente a la serie Mortadelo y Filemón.

## Sinopsis
El nuevo vicepresidente de la T.I.A. (que recuerda a Adolf Hitler) resulta un racista que intenta humillar a los miembros de otras razas -y entre ellos el superintendente, que por lo visto tiene antepasados moros. El vicepresidente encomienda a los agentes de otras razas misiones difíciles esperando que fracasen como excusa para despedirlos, así que el Súper encarga a Mortadelo y Filemón ayudarlos discretamente. Su éxito desacreditaría al racista y este sería despedido.
Como siempre, Mortadelo y Filemón actuarán de manera desastrosa; sin embargo, al final Mortadelo logra salvar la situación gracias a sus disfraces, De hecho, tanto éxito tiene que todos los agentes de otras razas son elevados en la jerarquía y el Súper se ve relegado a la limpieza de la organización.